# 정준 (정치인)
정준(鄭濬, 1915년 2월 13일 ~ 2004년 7월 30일)은 대한민국의 정치인이다. 초대, 제3대, 제4대, 제5대 민의원의원을 역임하였다.

## 약력
- 평양신학교 수료
- 한국신학교 졸업
- 반민족 특별위원회 재판관
- 국회 보건사회분과위원회 위원장
- MRA한국본부 대표, 세계대회회장, 아세아대회장
- 평통자문위원
- 세계도덕재무장(MRA)한국본부 이사장
- 기독교청년회(YMCA)전국연합회 총무
- 세계도덕재무장(MRA)한국본부 이사장
- 제헌동지회 회장

## 역대 선거 결과
|  | 42.27% |

|  | 25.15% |

|  | 60.42% |

|  | 44.95% |

|  | 38.02% |

|  | 6.3% |

|  | 7.22% |